# Шёгрен, Андрей Михайлович
Андре́й Миха́йлович Шёгрен (швед. Andreas Johan Sjögren, фин. Anders Johan Sjögren; 15 [26] апреля 1794, Ситиккала, Нюланд и Тавастегус — 6 [18] января 1855, Санкт-Петербург) — российский языковед, историк, этнограф, путешественник, основатель финно-угроведения.

## Биография
По происхождению швед. Родился в семье финляндского сапожника. В 1803 году поступил в школу в Ловийса. После окончания гимназии в Порвоо учился в университете Або, где участвовал в национально-просветительском движении «туркуский романтизм». В июле 1819 года окончил университет.
В апреле 1821 года переехал в Санкт-Петербург; Н. П. Румянцев в 1823 году предоставил ему место библиотекаря в своей библиотеке.
Член-корреспондент Императорской академии наук с 19 декабря 1827 г., адъюнкт по истории с 30 сентября 1829 г., экстраординарный академик по русской истории и древностям с 9 марта 1831 г., ординарный академик по Историко-филологичесому отделению (филология и этнография финских и кавказских народов в России) с 5 октября 1844 г.
Изучал карельский и вепсский языки во время экспедиций 1820-х годов в Карелию. В 1827—1829 путешествовал по Новгородской, Вологодской, Архангельской, Вятской, Казанской и Пермской губерниям. В ходе экспедиций были собраны материалы, на основе которых опубликовал в «Записках Императорской Петербургской академии наук» и других изданиях серию статей о зырянах, еми, чуди, ингерманландцах.
В 1835 г. Шёгрен посетил Кавказ, изучал там осетинский и грузинский языки. По результатам путешествия в 1844 г. он опубликовал на русском и немецком языках «Осетинскую грамматику с кратким словарём осетино-российским и российско-осетинским», первое научное исследование осетинского языка с выявлением таких грамматических категорий, как падежи, временные формы и формы спряжения глагола и т. д. Шёгрен считается создателем осетинской кириллической азбуки, используемой с некоторыми изменениями и сегодня.
Похоронен на Митрофаниевском кладбище.

## Память

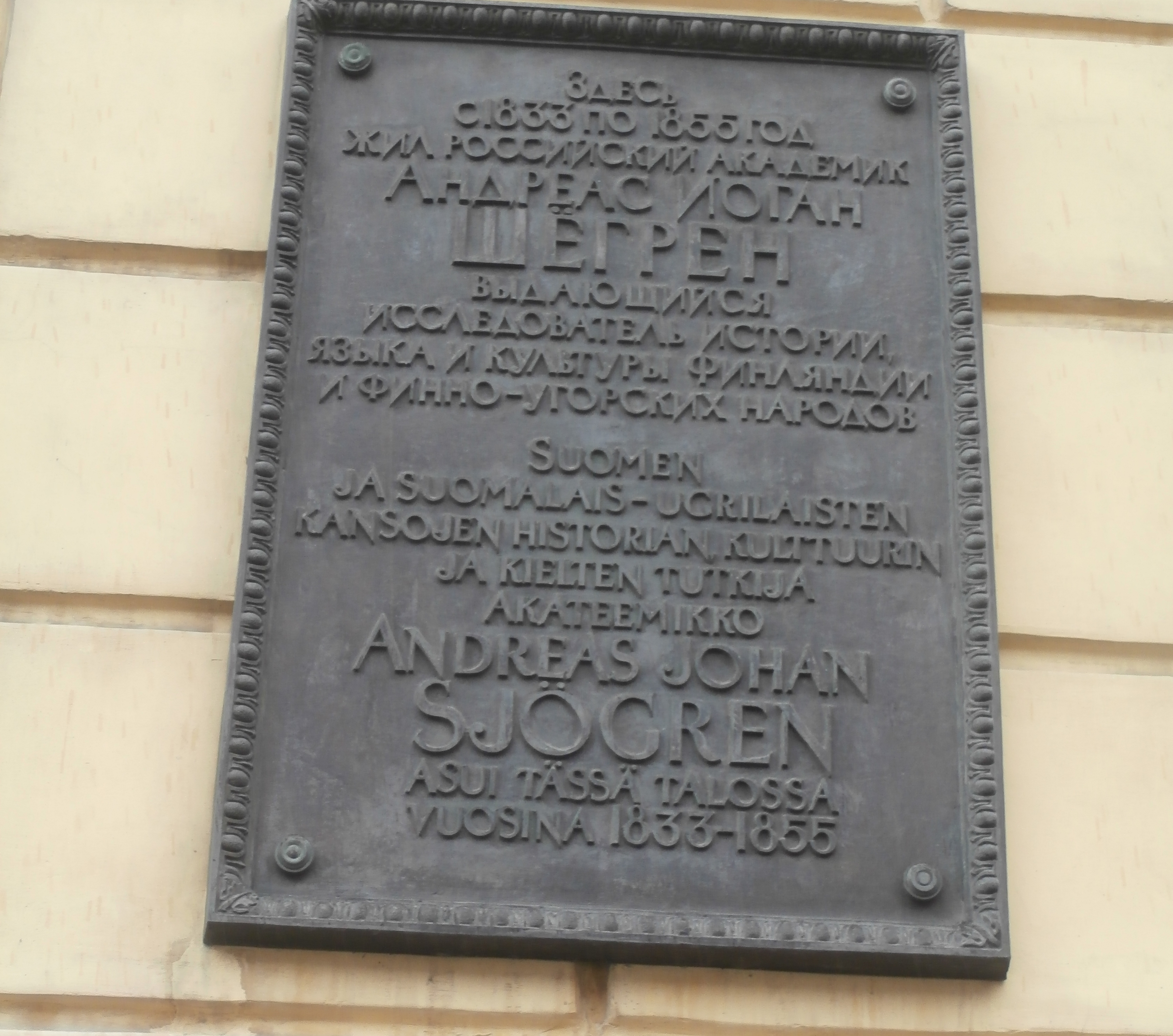
Памятная доска на Доме академиков в Санкт-Петербурге

- Именем Шёгрена названа одна из улиц Владикавказа.

- На фасаде Дома академиков в Санкт-Петербурге, расположенном по адресу 7-я линия Васильевского острова, 2/1, лит. А, установлена мемориальная доска с текстом на русском и финском языках: «Здесь с 1833 по 1855 год жил российский академик Андреас Иоган Шёгрен, выдающийся исследователь истории, языка и культуры Финляндии и финно-угорских народов»[5].

### В нумизматике
- В 2019 году Национальный банк Южной Осетии выпустил памятную серебряную монету номиналом 25 заринов, посвящённую 225-летию со дня рождения Андрея Михайловича Шёгрена[6].